# Symphyogyna serrata
Symphyogyna serrata là một loài rêu trong họ Pallaviciniaceae. Loài này được Mitt. mô tả khoa học đầu tiên năm 1875.